# هیجی
هیجی (به ژاپنی: 平治 Heiji) نام یک عصر تاریخی ژاپنی (نِنگُو) بود. این عصر بعد از هوگن (دوره) و قبل از
ایریاکو  قرار داشت و از آوریل ۱۱۵۹ تا ژانویه ۱۱۶۰ میلادی به طول انجامید. در طی این عصر امپراتور نیجو، امپراتور ژاپن بود.